# Palmar (Aguadilla)
Palmar es un barrio ubicado en el municipio de Aguadilla en el estado libre asociado de Puerto Rico. En el Censo de 2010 tenía una población de 1743 habitantes y una densidad poblacional de 340,4 personas por km².

## Geografía
Palmar se encuentra ubicado en las coordenadas 18°23′54″N 67°8′19″O / 18.39833, -67.13861. Según la Oficina del Censo de los Estados Unidos, Palmar tiene una superficie total de 5.12 km², de la cual 5.09 km² corresponden a tierra firme y (0.66%) 0.03 km² es agua.

## Demografía
Según el censo de 2010, había 1743 personas residiendo en Palmar. La densidad de población era de 340,4 hab./km². De los 1743 habitantes, Palmar estaba compuesto por el 79.98% blancos, el 8.66% eran afroamericanos, el 0.23% eran amerindios, el 0.11% eran asiáticos, el 7.17% eran de otras razas y el 3.84% pertenecían a dos o más razas. Del total de la población el 99.08% eran hispanos o latinos de cualquier raza.